# Stipa petriei
Stipa petriei là một loài thực vật có hoa trong họ Hòa thảo. Loài này được Buchanan miêu tả khoa học đầu tiên năm 1880.